# Begonia abbottii
Espèce
Begonia abbottii est une espèce de plantes à fleurs de la famille des Begoniaceae. Ce bégonia arbustif, en voie de disparition, est originaire de Haïti.

## Description
C'est une plante à port buissonnant, ramifié et à tiges dressées. Les feuilles asymétriques, typiques des bégonias, sont vertes, glabres, longues, pointues et irrégulièrement dentelées. Le long pétiole fait de 5 à 6 mm, et le limbe mesure de 3 à 4 cm de long pour 1,2 à 1,6 cm de large. L'inflorescence forme un pédoncule de 8 cm en mai – juin. Les fleurs sont de couleur blanche, teintées de rouge pourpre. Le fruit est une capsule est ailée. Les graines ovoïdes étroites mesurent 0,3 mm de long.
Elle est assez proche d'espèce trouvée en République Dominicaine : Begonia domingensis.

## Répartition géographique
Cette espèce rare est originaire de Haïti. Elle a été découverte par Emery Clarence Leonard le 26 mai 1920 à proximité de sources près de Furcy, puis redécouverte le 2 mars 1933 par David Fairchild.

## Classification
Begonia abbottii fait partie de la section Begonia du genre Begonia, famille des Begoniaceae.
L'espèce a été décrite en 1922 par le botaniste allemand Ignaz Urban (1848-1931). Son épithète spécifique a été choisie en hommage au naturaliste et collectionneur américain William Louis Abbott (1860-1936).
Publication originale : Repertorium Specierum Novarum Regni Vegetabilis 18: 192. 1922.